# Nedeia
Nedeia (2130 m n. m.) je hora v pohoří Căpățâni v jihozápadním Rumunsku. Nachází se na území župy Vâlcea asi 11 km jihozápadně od vesnice Ciungetu a 48 km severozápadně od města Râmnicu Vâlcea. Vrchol je místem dalekého rozhledu. Nedeia je nejvyšší horou celého pohoří.
Na vrchol lze vystoupit z několika směrů, například po hlavní hřebenové trase nebo z vesnice Ciungetu.